# Розье, Луи
Луи́ Розье́ (фр. Louis Rosier, 5 ноября 1905 — 29 октября 1956) — французский автогонщик. В 1950 году дебютировал в чемпионате Формулы-1 в Гран-при Великобритании — первом в истории зачётном Гран-при Формулы-1.
Высшим достижением в официальных Гран-при стало два третьих места на Гран-при Швейцарии 1950 года и Гран-при Бельгии 1950 года. В результате, в сезоне 1950 года он занял 4 место в чемпионате с 13 очками. Остальные сезоны были менее удачные — 3 очка и 13 место в 1951 году, 2 очка и 19 место в 1956 году. В других сезонах Луи Розье очков не набирал.
Розье также дважды выигрывал Гран-при Нидерландов (в 1950 и 1951 году) и 24 часа Ле-Мана со своим сыном Жаном-Луи Розье, причем из 24 часов гонки Розье-старший провел за рулем 23 часа 40 минут, лишь на 2 круга уступив руль своему сыну.
7 октября 1956 года Луи Розье попал в аварию  на трассе в Монтери на юге Парижа, Франция. Машина перевернулась. Умер в госпитале от тяжёлых травм головы через три недели, 29 октября 1956 года.

## Результаты в Формуле-1
| Легенда к таблице |                                                                    |
| --- | ------------------------------------------------------------------ |
| В таблице перечислены результаты всех Гран-при Формулы-1, в которых принимал участие гонщик. Строками таблицы являются сезоны, столбцами — этапы чемпионата мира. В каждой клетке указаны сокращённое название этапа и результат, дополнительно обозначенный цветом. Расшифровка обозначений и цветов представлена в нижеследующей таблице. |                                                                    |
| \| Пример \| Описание \| \| ------------ \| ------------------------------------------------------------------ \| \| 1 \| Победитель \| \| 2 \| Второе место \| \| 3 \| Третье место \| \| 5 \| Финишировал, заработав очки \| \| Сход \| Не финишировал, но при этом заработал очки \| \| 12 \| Финишировал, не получив очков \| \| НКЛ \| Финишировал, но не попал в финальную классификацию \| \| 15 \| Участвовал вне зачёта, либо по отдельной классификации \| \| 18 \| Не финишировал, но попал в финальную классификацию \| \| Сход \| Не финишировал \| \| НКВ \| Не прошёл квалификацию \| \| НПКВ \| Не прошёл предквалификацию \| \| ДСК \| Дисквалифицирован \| \| ИСК \| Исключён из протокола соревнований \| \| ТТ \| Заявлен для участия только в тренировках \| \| НС \| Участвовал в квалификации, но не стартовал в гонке \| \| Т \| Травмирован или болен \| \| ОТК \| Отказ от участия \| \| НТР \| Прибыл на соревнования, но на трассу не выезжал \| \| НПР \| Был заявлен в числе участников, но не прибыл к началу соревнований \| \| О \| Соревнования отменены \| \| \| Не участвовал \| \| Поул-позиция \| \| \| Быстрый круг \| \| |                                                                    |
| Пример | Описание                                                           |
| 1 | Победитель                                                         |
| 2 | Второе место                                                       |
| 3 | Третье место                                                       |
| 5 | Финишировал, заработав очки                                        |
| Сход | Не финишировал, но при этом заработал очки                         |
| 12 | Финишировал, не получив очков                                      |
| НКЛ | Финишировал, но не попал в финальную классификацию                 |
| 15 | Участвовал вне зачёта, либо по отдельной классификации             |
| 18 | Не финишировал, но попал в финальную классификацию                 |
| Сход | Не финишировал                                                     |
| НКВ | Не прошёл квалификацию                                             |
| НПКВ | Не прошёл предквалификацию                                         |
| ДСК | Дисквалифицирован                                                  |
| ИСК | Исключён из протокола соревнований                                 |
| ТТ | Заявлен для участия только в тренировках                           |
| НС | Участвовал в квалификации, но не стартовал в гонке                 |
| Т | Травмирован или болен                                              |
| ОТК | Отказ от участия                                                   |
| НТР | Прибыл на соревнования, но на трассу не выезжал                    |
| НПР | Был заявлен в числе участников, но не прибыл к началу соревнований |
| О | Соревнования отменены                                              |
| | Не участвовал                                                      |
| Поул-позиция |                                                                    |
| Быстрый круг |                                                                    |

| Сезон | Команда                       | Шасси               | Двигатель            | Ш | 1        | 2        | 3        | 4        | 5        | 6        | 7      | 8        | 9      | Место | Очки |
| ----- | ----------------------------- | ------------------- | -------------------- | - | -------- | -------- | -------- | -------- | -------- | -------- | ------ | -------- | ------ | ----- | ---- |
| 1950  | Ecurie Rosier                 | Talbot-Lago T26C    | Talbot 4,5 L6        | D | ВЕЛ 5    | МОН Сход | 500      |          |          |          | ИТА 4  |          |        | 4     | 13   |
| 1950  | Charles Pozzi                 | Talbot-Lago T26C    | Talbot 4,5 L6        | D |          |          |          |          |          | ФРА 6    |        |          |        | 4     | 13   |
| 1950  | Automobiles Talbot-Darracq SA | Talbot-Lago T26C-DA | Talbot 4,5 L6        | D |          |          |          | ШВА 3    | БЕЛ 3    | ФРА Сход |        |          |        | 4     | 13   |
| 1951  | Ecurie Rosier                 | Talbot-Lago T26C-DA | Talbot 4,5 L6        | D | ШВА 9    | 500      | БЕЛ 4    | ФРА Сход | ВЕЛ 10   | ГЕР 8    | ИТА 7  | ИСП 7    |        | 12    | 3    |
| 1952  | Ecurie Rosier                 | Ferrari 500         | Ferrari 500 2,0 L4   | D | ШВА Сход | 500      | БЕЛ Сход | ФРА Сход | ВЕЛ      | ГЕР      | НИД    | ИТА 10   |        | —     | 0    |
| 1953  | Ecurie Rosier                 | Ferrari 500         | Ferrari 500 2,0 L4   | D | АРГ      | 500      | НИД 7    | БЕЛ 8    | ФРА 8    | ВЕЛ 10   | ГЕР 10 | ШВА Сход | ИТА 16 | —     | 0    |
| 1954  | Ecurie Rosier                 | Ferrari 500         | Ferrari 500 2,5 L4   | D | АРГ Сход | 500      | БЕЛ      | ФРА Сход | ВЕЛ Сход | ГЕР 8    | ШВА    |          |        | —     | 0    |
| 1954  | Ecurie Rosier                 | Maserati 250F       | Maserati 250F 2,5 L6 | P |          |          |          |          |          |          |        |          | ИСП 7  | —     | 0    |
| 1954  | Officine Alfieri Maserati     | Maserati 250F       | Maserati 250F 2,5 L6 | P |          |          |          |          |          |          |        | ИТА 8    |        | —     | 0    |
| 1955  | Ecurie Rosier                 | Maserati 250F       | Maserati 250F 2,5 L6 | P | АРГ      | МОН Сход | 500      | БЕЛ 9    | НИД 9    | ВЕЛ      | ИТА    |          |        | —     | 0    |
| 1956  | Ecurie Rosier                 | Maserati 250F       | Maserati 250F 2,5 L6 | P | АРГ      | МОН Сход | 500      | БЕЛ 8    | ФРА 6    | ВЕЛ Сход | ГЕР 5  | ИТА      |        | 19    | 2    |